# Академическая гимназия (Данциг)

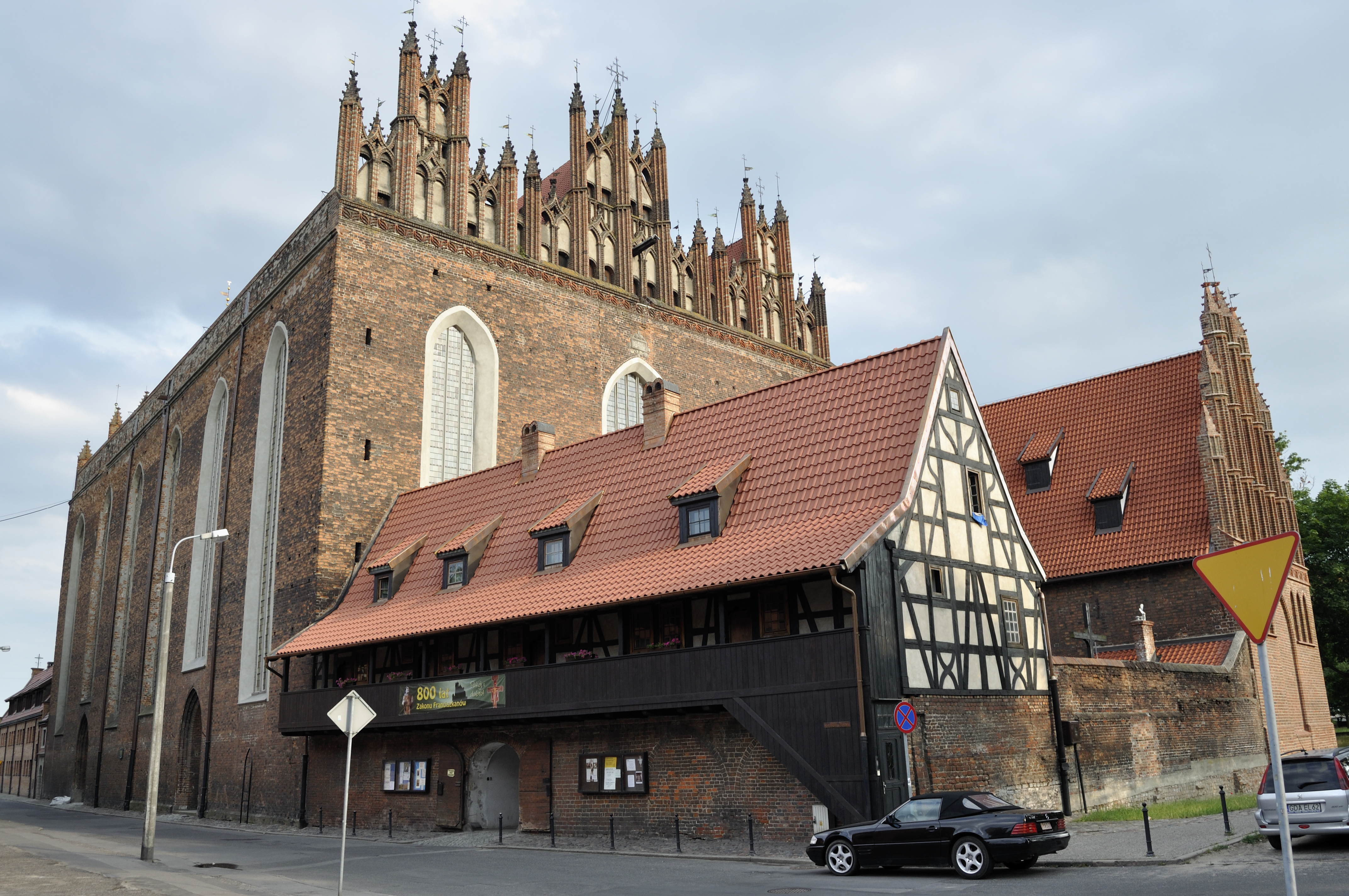
Здание бывшего францисканского монастыря, в котором действовала Академическая гимназия с 1558 по 1815 год

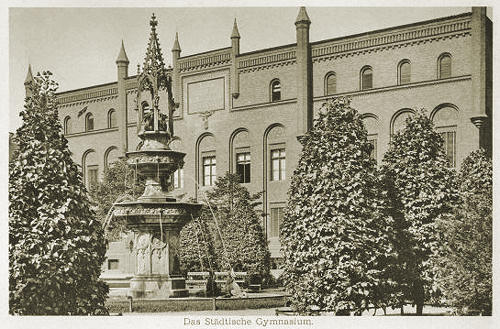
Здание городской гимназии (Das Städtische Gymnasium), 1893 г.

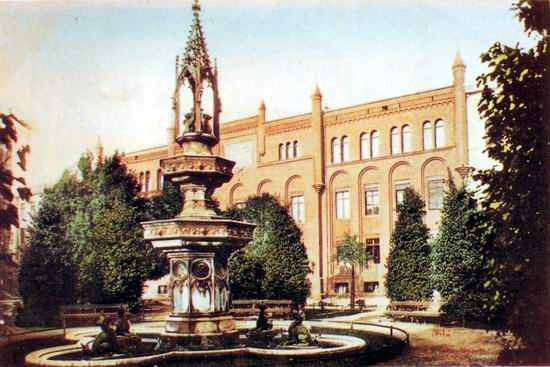
Городская гимназия в Данциге, 1900 г.

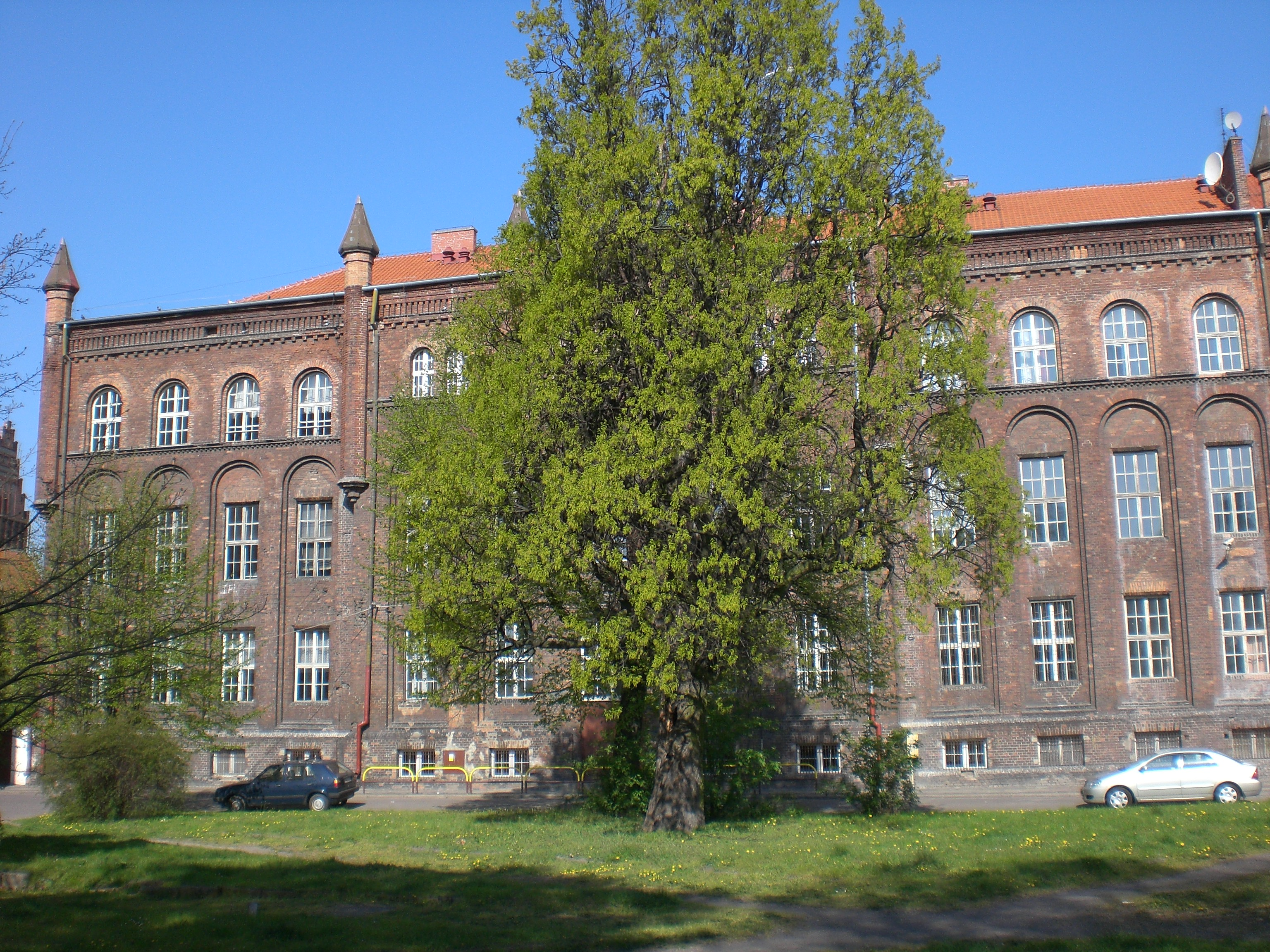
Историческое здание Городской гимназии. Сегодня в нём располагается Институт химической и пищевой промышленности

Академическая гимназия в Данциге (пол. Gdańskie Gimnazjum Akademickie, нем. Akademische Gymnasium Danzig) — учебное заведение, существовавшее в Данциге с 1558 по 1817 год. По уровню преподавания Академическая гимназия давала образование выше среднего, не достигая университетского образования. Академическая гимназия в Данциге наряду с Академической гимназией в Торуне сыграла значительную роль в системе образования XVI—XIX веков в Польше и Германии.

## История
Школа была открыта польскими протестантами 13 июня 1558 года и первоначально называлась studium particulare или schola particularis. Через несколько лет школа стала называться гимназией. В 1630 году гимназия стала называться «Академической гимназией». В XVII и XVIII гимназия также была известна под названием Athenaeum gedanense.
Устав гимназии написал Якоб Фабрициус, который был её первым ректором с 1558 по 1629 год. В 1580 году в гимназии была открыта кафедры теологии, философии, права и истории, древнегреческого и восточных языков. В 1584 году были открыты кафедры физики, медицины и в 1589 году — лекторат польского языка.
С 1596 году при гимназии была основана библиотека, основной фонд которой был подарен итальянским библиофилом Джованни Бернардино Бонифацио.
Преподавание в Академической гимназии велось на латинском языке. В гимназии действовали два высших класса (classes supremae), в которых велось преподавание научных дисциплин на академическом уровне в течение 4 лет. Выпускники этих классов имели право поступать в европейские университеты сразу на третий год обучения.
Главное здание Академической гимназии располагалась в здании бывшего францисканского монастыря, который находился в районе Старого Предместья Данцига. В восточной части здания располагалась Малая анатомическая аудитория и библиотека, в южной части находилась Большая аудитория (Auditorium Maximum), которая часто использовалась для проведения различных городских мероприятий. В конце XVI века к западной части здания были пристроены учебные классы и жилые помещения для студентов. Ректор Академической гимназии, как правило, служил лютеранским священнослужителем в церкви Пресвятой Троицы.
Академическая гимназия в Данциге достигла своего пика развития в XVII веке. На начало XVII века в гимназии обучалось около 200 студентов. В XVIII веке численность студентов стала снижаться. Во время Наполеоновских войн в здании гимназии располагался госпиталь и военные склады. В это время лекции читались в доме пастора. 18 июня 1815 года прусские власти понизили статус гимназии и преобразовали её в шестилетнюю среднюю школу. 10 ноября 1817 года бывшая гимназия была объединена с школой Пресвятой Девы Марии и преобразована в шестилетнюю городскую гимназию. В 1834—1837 годах для этой гимназии было построено новое здание, которое сегодня внесено в реестр охраняемых памятников местного значения.

## Источник
- L.Mokrzecki: Studium z dziejów nauczania historii. Rozwój dydaktyki przedmiotu w Gdańskim Gimnazjum Akademickim do schyłku XVII, Gdańsk 1973
- Sven Tode: Bildung und Wissenskultur der Geistlichkeit im Danzig der Frühen Neuzeit, in: Bildung und Konfession, hg. v. H.J. Selderhuis/ M. Wriedt, Siebeck Mohr Tübingen 2006, стр. 61 ff. ISBN 3-16-148931-4
- Martin Brecht u.a. (Hg.): Geschichte des Pietismus, Bd. I., Göttingen 1993 ISBN 3-525-55343-9
- Siegfried Wollgast: Philosophie in Deutschland zwischen Reformation und Aufklärung 1550—1650, Akademie-Verlag Berlin 1993 ISBN 3-05-002099-7
- 425 Jahre Städtisches Gymnasium Danzig. 1558—1983. Gedenkschrift für die Ehemaligen und Freunde der Schule, hg. v. Bernhard Schulz, Gernsbach 1983
- Reinhard Golz, Wolfgang Mayrhofer: Luther and Melanchthon in the Educational Thought of Central and Eastern Europe, 1998, ISBN 3-8258-3490-5